# Succisella
 Succisella   é um gênero botânico pertencente a família das Dipsacaceae .

## Espécies
O gênero é constituido por 4 espécies:
| - Succisella andreae - Succisella carvalheana | - Succisella inflexa - Succisella petteri |

A espécie mais importante é a  Succisella inflexa